# Anja Claußnitzer
Anja Claußnitzer (* 11. Januar 1988 in Karl-Marx-Stadt) ist eine ehemalige deutsche Leichtathletin, die vor allem im 800-Meter-Lauf erfolgreich war.

## Leben
Bei den Deutschen Jugendmeisterschaften der Staffeln in Ulm 2006 belegte Anja Claußnitzer mit ihren Teamkolleginnen Carolin Tuch und Julia Börner für den LAC Erdgas Chemnitz den 1. Platz mit der 3-mal-800-Meter-Staffel. Über die 800-Meter-Strecke wurde sie Dritte bei den Deutschen Juniorenmeisterschaften 2008 in Recklinghausen. 2009 belegte Anja Claußnitzer den 3. Platz bei den Deutschen Hallenmeisterschaften in Leipzig und wurde im Sommer in Darmstadt, startend für die Technische Universität Chemnitz, Deutsche Hochschulmeisterin über 800 Meter. In Braunschweig kam sie bei den Deutschen Meisterschaften 2010 als Dritte durchs Ziel und wurde in Regensburg Deutsche Vizemeisterin der Juniorinnen über die 800-Meter-Distanz.
Anja Claußnitzer studierte an der Technischen Universität Chemnitz Präventions-, Rehabilitations- und Fitnesssport. An der East Tennessee State University erhielt sie ein Sportstipendium und begann ihr Masterstudium der Sportwissenschaften. Dieses beendete sie an der Universität des Saarlandes.

## Persönliche Bestleistungen
- 800 m Halle: 2:03,84 min (2009)
- 800 m Freiluft: 2:04,79 min (2010)